# Ніфедипін
Ніфедипін — синтетичний препарат, що є похідним дигідропіридину та належить до групи блокаторів кальцієвих каналів, для перорального та парентерального застосування.

## Фармакологічні властивості
Ніфедипін — синтетичний препарат, що є похідним дигідропіридину та належить до групи блокаторів кальцієвих каналів. Механізм дії препарату полягає у блокуванні так званих «повільних» кальцієвих каналів, уповільнюючи входження іонів кальцію в клітини та знижуючи його концентрацію в клітинах. Ніфедипін має антиангінальний та антигіпертензивний ефекти, знижує тонус гладкої мускулатури судин, розширює коронарні та периферичні артерії, знижує загальний периферичний судинний опір, артеріальний тиск та незначною мірою — скоротливість міокарду, зменшує післянавантаження та потребу міокарду в кисні, покращує коронарний кровообіг та не пригнічує провідність міокарду. Виражена вазоділятація на фоні прийому ніфедипіну обумовлена не лише блокадою кальцієвих каналів, але й стимуляцією вивільнення клітинами ендотелію судин оксиду азоту, який є потужним природним вазоділятатором. Застосування ніфедипіну, особливо препаратів короткої дії, може призводити до рефлекторної активації симпато-адреналової системи (можливий розвиток рефлекторної тахікардії, збільшення серцевого викиду). Ніфедипін має також антиатерогенний ефект, сприяє стабілізації атеросклеротичної бляшки. Ніфедипін практично не має антиаритмічної активності. При застосуванні ніфедипіну у вагітних спостерігається токолітичний ефект. Препарат не має мутагенної та ембріотоксичної дії. Ніфедипін позитивно впливає на церебральний кровообіг та знижує тиск у легеневій артерії. Вперше ніфедипін був синтезований у 1966 році у лабораторії фармацевтичного концерну Bayer, та спочатку застосовувався як засіб для лікування стенокардії. Після клінічних досліджень, що проводились на початку 70-х років минулого століття, було показано здатність ніфедипіну знижувати артеріальний тиск. Після відкриття цього факту ніфедипін був рекомендований для застосування як гіпотензивний та антиангінальний препарат у 1977 році.

### Фармакодинаміка
Ніфедипін після перорального приймання швидко та добре всмоктується у шлунково-кишковому тракті, але біодоступність препарату складає лише 40—60 % у зв'язку з ефектом першого проходження через печінку. Максимальна концентрація в крові після перорального приймання досягається протягом 30 хвилин, при сублінгвальному прийманні клінічний ефект спостерігається через 5 хвилин. Ніфедипін добре зв'язується з білками плазми крові. Ніфедипін у незначній кількості проникає через гематоенцефалічний бар'єр. Ніфедипін незначно проникає через плацентарний бар'єр та виділяється у грудне молоко. Метаболізується препарат у печінці з утворенням неактивних метаболітів. Виводиться ніфедипін із організму переважно із сечею у вигляді метаболітів, частково виводиться із калом. Період напіввиведення при пероральному приймання складає 2—4 години, при внутрішньовенному введенні складає 3,6 години. При порушенні функції печінки період напіввиведення ніфедипіну може збільшуватися.

## Показання до застосування
Ніфедипін застосовується для лікування гіпертонічної хвороби (у тому числі у вагітних) та купування гіпертонічних кризів, ішемічної хвороби серця (у тому числі стенокардії Принцметала) та хвороби Рейно.

## Побічна дія
При застосуванні ніфедипіну можливі наступні побічні ефекти:
- Алергічні реакції та реакції з боку шкірних покривів — зрідка висипання на шкірі, свербіж шкіри, кропив'янка, гарячка, еритема шкіри, рідко (1/10000—1/1000) синдром Стівенса-Джонсона, синдром Лаєлла, набряк Квінке, фотодерматоз, алопеція.
- З боку травної системи — часто (1/100—1/10) запор; рідко (1/1000—1/100) нудота, блювання, діарея, біль у животі, сухість у роті, метеоризм, печія, порушення смаку, дисфагія, дуже рідко (<1/10000) кишкова непрохідність, виразка кишечнику, недостатність гастроезофагеального сфінктера, випорожнення чорного кольору, жовтяниця, холестаз, гепатит, гіперплазія ясен.
- З боку нервової системи — рідко головний біль, запаморочення, підвищена втомлюваність, загальна слабкість, парестезії, підвищена збудливість, порушення сну (безсоння, сонливість, неспокійний сон), порушення рівноваги, депресія, тремор, дизестезія, мігрень, втрати свідомості, дзвін у вухах, параноїдальний синдром, тривога, надмірне сльозовиділення, погіршення зору, біль в очах, при максимальній концентрації ніфедипіну в крові — тимчасова сліпота, ішемія сітківки.
- З боку дихальної системи — дуже рідко (<1/10000) кашель, закладеність носа, інфекції верхніх дихальних шляхів, носова кровотеча, диспное.
- З боку серцево-судинної системи — часто (1/100—1/10) тахікардія, посилення приступів стенокардії, периферичні набряки, рідко артеріальна гіпотензія, зрідка — брадикардія, асистолія.
- З боку сечостатевої системи — рідко поліурія, ніктурія, гематурія, дизурія, оборотна гінекомастія, зниження лібідо, еректильна дисфункція.
- З боку опорно-рухового апарату — рідко болі у спині, міалгія, набряки суглобів, подагра, артралгія, артрит, судоми м'язів.
- Порушення з боку обміну речовин — рідко (1/10000—1000) гіперглікемія (частіше у хворих на цукровий діабет), збільшення маси тіла, утворення безоару.
- Зміни в лабораторних аналізах — дуже рідко (<1/10000) тромбоцитопенія, анемія, лейкопенія, апластична анемія, агранулоцитоз, підвищення рівня активності амінотрансфераз в крові, поява антиядерних антитіл у крові.
- Місцеві реакції — дуже рідко при внутрішньовенному застосуванні спостерігається припікання у місці введення.

## Протипокази
Ніфедипін протипоказаний при підвищеній чутливості до похідних дигідропіридину; кардіогенному шоці; нестабільній стенокардії; аортальному стенозі важкого ступеня; порфірії; при інфаркті міокарду, місяць після перенесеного інфаркту міокарду та для вторинної профілактики інфаркту міокарду; при запальних захворюваннях кишечнику та хворобі Крона. Ніфедипін не рекомендується до застосування під час годування грудьми. Ніфедипін протипоказаний при сумісному застосуванні із рифампіцином. Ніфедипін застосовується з обережністю при мітральному стенозі, гіпертрофічній кардіоміопатії, вираженій тахікардії або брадикардії, синдромі слабості синусового вузла, AV блокаді II і III ступеня, гіповолемії, важких порушеннях мозкового кровообігу, звуженні просвіту шлунково-кишкового тракту в анамнезі; печінковій та нирковій недостатності і у хворих, що знаходяться на гемодіалізі. З обережністю ніфедипін застосовується сумісно із дигоксином та бета-блокаторами.

## Форми випуску
Ніфедипін випускається у вигляді таблеток по 0,01 г та 0,02 г; таблеток-ретард по 0,01 г, 0,02 г, 0,03, 0,05 та 0,06 г; драже по 0,01 г; драже-ретард по 0,02 г; желатинових капсул по 0,005; 0,01 и 0,02 г; капсул-ретард по 0,02 та 0,04 г; 2 % розчину для прийому всередину у флаконах по 30 и 100 мл; 0,01 % розчину для ін'єкцій у одноразових шприцах по 2 мл та у флаконах по 50 мл. В Україні зареєстровано також таблетки пролонгованої форми ніфедипіну по 40 мг. Ніфедипін входить до складу комбінованого препарату «Тонорма», діючими речовинами якого є 10 мг ніфедипіну, 100 мг атенололу та 25 мг хлорталідону.